# Cataguases (ort)
Cataguases är en ort i Brasilien.   Den ligger i kommunen Cataguases och delstaten Minas Gerais, i den sydöstra delen av landet, 800 km sydost om huvudstaden Brasília. Cataguases ligger 180 meter över havet och antalet invånare är 62 618.
Terrängen runt Cataguases är platt österut, men västerut är den kuperad. Cataguases ligger nere i en dal. Cataguases är det största samhället i trakten.
Omgivningarna runt Cataguases är huvudsakligen savann. Runt Cataguases är det ganska tätbefolkat, med 222 invånare per kvadratkilometer.